# Iglesia de Nuestra Señora del Valle (Ceuta)
La Iglesia de Nuestra Señora del Valle  llamada popularmente Iglesia del Valle, es una iglesia de la ciudad española de Ceuta. Se encuentra en la calle Brull, en la Península de La Almina, y es un Bien de Interés Cultural.

## Historia
Fundada tras la conquista de Ceuta cómo una ermita a las afueras de poblado sobre una pequeña mezquita a la entrada de la antigua puerta de la Ciudad por el Valle, marcado por la torre Almansuria, hoy del Heliógrafo. En ella la tradición dice que se celebró la primera Misa y se armarón caballeros a los hijos de Juan I de Portugal, lo que no es verdad cómo demostró el sacerdote y canónigo de la Catedral de Ceuta, Salvador Ros Calaf, surgiendo esta leyenda en el siglo XVII, al aumentar la devoción y saberse que al entrar el Rey en la Ciudad, este estaba herido en una pierna y se quedó a descansar en una mezquita, hoy este templo, hasta que Ceuta hubiera rendido, para entrar el sin peligro. 
También en el XVII, segunda mitad, se empieza a reconstruir el templo, en 1677 los franciscanos intentaron fundar en ella  un convento, pero en el XVIII sufre múltiples transformaciones, albergando el Cabildo Catedralicio al quedar en ruinas la Catedral y esta estar fuera del alcance de la artillería enemiga, lazareto con la epidemia de 1743-44 y almacén de pólvora entre 1772 y 1778.
En estos años, ocurrieron milagros, cómo la curación de la sordera de una mujer y la salvación de una niña a la que le cayó el badajo de una campana en la cabeza sin sufrir daños, al volver la imagen de la Virgen del Valle a este templo en 1778, recibiendo diferentes indulgencias.
En 1950 fue constituida parroquia.

## Descripción
Construido en piedra de la región y ladrillo macizo, con cubiertas a dos tejas, de tejas consta de una única nave, sin más capilla que la mayor, en la cabecera redondeada, tras un arco de medio punto. En ella se encuentra la Virgen del Valle, una imagen románica de piedra, que se dice procedía de un aerolito, traído por Juan I en su embarcación para la Catedral, pero al cambiarse su advocación a La Asunción, esta imagen pasó al Valle, donde existe desde ya en 1581 Su fachada principal consta de una puerta de ingresa en arco escarzano, sobre el que se sitúa un óculo y sobre él, una espadaña.